# Kitikai Jantaruksa
Kitikai Jantaruksa (thailändisch อนิรุต นัยนา, * 7. April 1996) ist ein thailändischer Fußballspieler.

## Karriere
Kitikai Jantaruksa spielte bis Ende 2017 beim Zweitligisten Air Force Central in Bangkok. 2018 wechselte zu Ratchaburi Mitr Phol. Der Verein aus Ratchaburi spielte in der ersten Liga des Landes, der Thai League. Für Ratchaburi kam er nicht zum Einsatz, da er an verschiedene Vereine ausgeliehen wurde. Die Hinserie 2018 erfolgte eine Ausleihe zum Zweitligisten Sisaket FC nach Sisaket. Im Anschluss wurde er an den Erstligisten Ubon UMT United nach Ubon Ratchathani ausgeliehen. Mit dem Verein stieg er als Tabellensiebzehnter in die zweite Liga ab. 2019 ging er die Hinserie auf Leihbasis zum Zweitligisten Nongbua Pitchaya FC nach Nong Bua Lamphu. Die Rückserie spielte er ebenfalls auf Leihbasis beim Erstligisten Sukhothai FC in Sukhothai. Nach Vertragsende in Ratchaburi wurde er 2020 von Sukhothai fest verpflichtet. Die Rückrunde 2020 wurde er an den Zweitligisten Nongbua Pitchaya FC ausgeliehen. Für seinen ehemaligen Verein absolvierte er ein Spiel. Ende Dezember 2020 wechselte er ebenfalls Leihbasis zum Zweitligisten Sisaket FC. Für Sisaket stand er 15-mal in der zweiten Liga auf dem Spielfeld. Am Ende der Saison musste er mit Sisaket in die dritte Liga absteigen. Im Juni 2021 unterschrieb er einen Vertrag beim Erstligaabsteiger Rayong FC. Für den Verein aus Rayong schoss er in 26 Zweitligaspielen drei Tore. Zu Beginn der Saison 2022/23 wechselte er zum Ligakonkurrenten Raj-Pracha FC. Für dem Hauptstadtverein bestritt er elf Zweitligaspiele. Im Dezember 2022 verpflichtete ihn der Ligakonkurrent Samut Prakan City FC. Für den Zweitligisten aus Samut Prakan bestritt er bis Saisonende 14 Ligaspiele. Nach der Saison wurde sein Vertrag im Sommer 2023 nicht verlängert. Am 2. Januar 2024 nahm ihn der Zweitligist Phrae United FC unter Vertrag. Nach drei Ligaspielen für den Verein aus Phrae wechselte er im Juli 2024 zum ebenfalls in der zweiten Liga spielenden Pattaya United FC. Nach sieben Zweitligaspielen für den Verein aus dem Seebad Pattaya wechselte er im Januar 2025 zum Drittligisten Muang Loei United FC. Mit dem Verein aus Loei spielt er in der North/Eastern Region der Liga.